# Costică Toma
Pour les articles homonymes, voir Toma.
Constantin Michi Toma, dit Costică Toma, né le 1er janvier 1928 à Brăila (Roumanie) et mort le 13 mai 2008 à Bucarest (Roumanie), est un footballeur international roumain des années 1950, et également colonel des forces armées de la République populaire roumaine puis de la République socialiste de Roumanie.
Il se forme entre 1951 et 1961 à la Casa Centrală a Armatei (CCA), devenue depuis Fotbal Club Steaua Bucarest. Il totalise 16 sélections en équipe nationale entre 1953 et 1959.

## Biographie

### Famille
La famille, originaire de Muralto (Suisse), émigre en Roumanie entre la fin du XVIIIe siècle et le début du XIXe siècle,,.
Costică est le fils cadet de Traian et Aurica. Il a une sœur aînée et une cadette.

### Carrière dans le football
Il débute le football en 1940, évoluant alors comme attaquant dans l'équipe de jeunes du FC Suter. En 1942, il intègre les jeunes de la Capșa București, où il évolue jusqu'en 1948, avant de s'installer à Iași en 1950, où il joue une saison avec le CS Armata Iași.

#### Carrière en club
En 1951, il ne reste que deux mois au CA Câmpulung Moldovenesc (ro). La même année, durant son service militaire, il rejoint le Casa Centrală a Armatei (CCA), le club omnisports de l'armée roumaine. Avec cette équipe, il dispute quatre matchs en Coupe d'Europe des clubs champions.

C'est à cette période qu'émerge une célèbre rivalité avec Ion Voinescu. On dit alors que Toma et Voinescu forment le meilleur duo de gardiens du football roumain. Tous deux se relaient au poste de gardien, aussi bien en club qu'en sélection, dans un esprit de saine concurrence.

« Tous deux avaient des qualités extraordinaires. Voinescu était plus sobre, mais il avait la colère facile, il explosait plus souvent. Il s’énervait plus fort après avoir encaissé un but, par exemple. Toma, bien qu’il soit plus moqué, était le plus équilibré. Il a souvent pris sur lui pour éviter tout conflit. Malgré leur rivalité, ils ne se sont jamais disputés. »

— Ilie Savu, entraîneur du CCA entre 1953 et 1959
Le CCA choisit cependant de conserver Costică Toma au détriment de Voinescu, ce dernier étant fréquemment blessé au cours de sa carrière.

#### Carrière en sélection

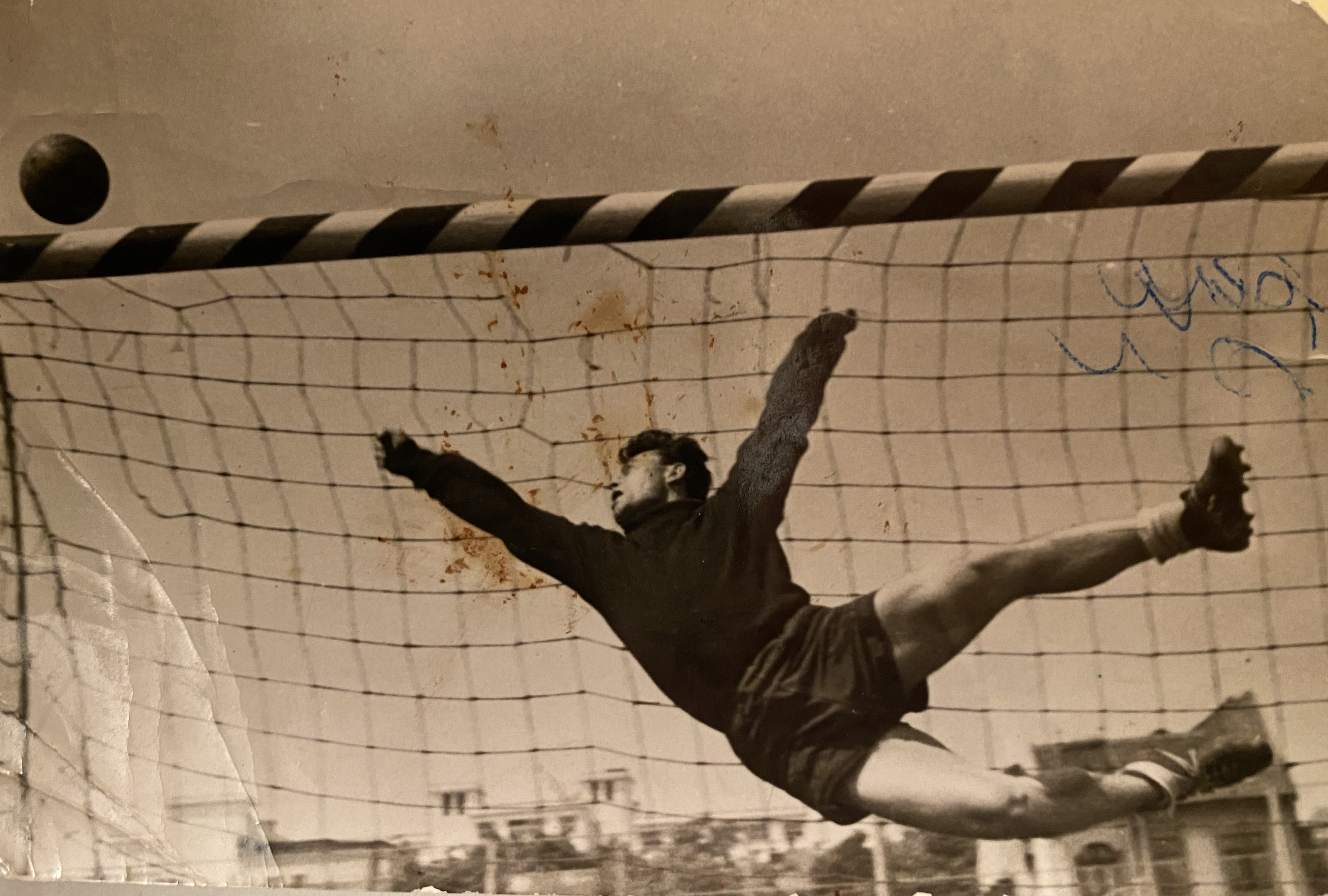
Costică Toma devant un but de football.

Costică Toma totalise 16 sélections avec l'équipe de Roumanie entre le 11 octobre 1953 et le 26 avril 1959,:

##### Coupe du monde de football en 1953
Il dispute un match lors des tours préliminaires de la Coupe du Monde 1954 :
| 11 octobre 1953 | Bulgarie  | 1 - 2 | Roumanie                   | Stade national Vassil-Levski, Sofia ( Pologne) |                                               |
|                 | Kolev 29e |       | Serfozo 27e · Calinoiu 52e | Spectateurs : 40 000 Arbitrage : Andor Dorogi  | Spectateurs : 40 000 Arbitrage : Andor Dorogi |
|                 | détails   |       |                            | Spectateurs : 40 000 Arbitrage : Andor Dorogi  | Spectateurs : 40 000 Arbitrage : Andor Dorogi |

##### Matchs amicaux entre1954et1957
Il dispute neuf matchs amicaux entre 1954 et 1957 :
| 8 mai 1954 | Allemagne de l'Est | 0 - 1 | Roumanie | Walter-Ulbricht Stadion, Berlin-Est ( Allemagne de l'Est) |                                                 |
|            |                    |       | Ozon 37e | Spectateurs : 70 000 Arbitrage : Jaroslav Vlcek           | Spectateurs : 70 000 Arbitrage : Jaroslav Vlcek |
|            | détails            |       |          | Spectateurs : 70 000 Arbitrage : Jaroslav Vlcek           | Spectateurs : 70 000 Arbitrage : Jaroslav Vlcek |

| 19 septembre 1954 | Hongrie                                        | 5 - 1 | Roumanie | Népstadion, Budapest ( Hongrie)                         |                                                         |
|                   | Kocsis 21e 34e · Hidegkuti 43e 53e · Budai 67e |       | Ozon 23e | Spectateurs : 93 000 Arbitrage : Metoděj Charousek (hu) | Spectateurs : 93 000 Arbitrage : Metoděj Charousek (hu) |
|                   | détails                                        |       |          | Spectateurs : 93 000 Arbitrage : Metoděj Charousek (hu) | Spectateurs : 93 000 Arbitrage : Metoděj Charousek (hu) |

| 29 mai 1955 | Roumanie                | 2 - 2 | Pologne                    | Stade du 23 août, Bucarest ( Roumanie)           |                                                  |
|             | Ozon 9e · Georgescu 76e |       | Hachorek 65e · Cieślik 67e | Spectateurs : 80 000 Arbitrage : Nikolay Balakin | Spectateurs : 80 000 Arbitrage : Nikolay Balakin |
|             | détails                 |       |                            | Spectateurs : 80 000 Arbitrage : Nikolay Balakin | Spectateurs : 80 000 Arbitrage : Nikolay Balakin |

| 9 novembre 1955 | Roumanie      | 1 - 1 | Bulgarie              | Stade du 23 août, Bucarest ( Roumanie)         |                                                |
|                 | Georgescu 32e |       | Panajot Panajotov 82e | Spectateurs : 70 000 Arbitrage : Erich Steiner | Spectateurs : 70 000 Arbitrage : Erich Steiner |
|                 | détails       |       |                       | Spectateurs : 70 000 Arbitrage : Erich Steiner | Spectateurs : 70 000 Arbitrage : Erich Steiner |

| 22 avril 1956 | Yougoslavie | 0 - 1 | Roumanie      | Stadion JNA, Belgrade ( Yougoslavie)              |                                                   |
|               |             |       | Cacoveanu 83e | Spectateurs : 23 452 Arbitrage : Giorgio Bernardi | Spectateurs : 23 452 Arbitrage : Giorgio Bernardi |
|               | détails     |       |               | Spectateurs : 23 452 Arbitrage : Giorgio Bernardi | Spectateurs : 23 452 Arbitrage : Giorgio Bernardi |

| 28 juin 1956 | Roumanie                | 2 - 0 | Norvège | Stade du 23 août, Bucarest ( Roumanie)             |                                                    |
|              | Zaharia 36e · David 44e |       |         | Spectateurs : 60 000 Arbitrage : Borge Nedelkovski | Spectateurs : 60 000 Arbitrage : Borge Nedelkovski |
|              | détails                 |       |         | Spectateurs : 60 000 Arbitrage : Borge Nedelkovski | Spectateurs : 60 000 Arbitrage : Borge Nedelkovski |

| 10 septembre 1956 | Bulgarie                | 2 - 0 | Roumanie | Stade national Vassil-Levski, Sofia ( Bulgarie)         |                                                         |
|                   | Milanov 53e · Yanev 85e |       |          | Spectateurs : 40 000 Arbitrage : Vasilis Diamantopoulos | Spectateurs : 40 000 Arbitrage : Vasilis Diamantopoulos |
|                   | détails                 |       |          | Spectateurs : 40 000 Arbitrage : Vasilis Diamantopoulos | Spectateurs : 40 000 Arbitrage : Vasilis Diamantopoulos |

| 26 mai 1957 | Belgique         | 1 - 0 | Roumanie | stade du Heysel, Bruxelles ( Belgique)         |                                                |
|             | van den Berg 38e |       |          | Spectateurs : 23 452 Arbitrage : Alf Bond (en) | Spectateurs : 23 452 Arbitrage : Alf Bond (en) |
|             | détails          |       |          | Spectateurs : 23 452 Arbitrage : Alf Bond (en) | Spectateurs : 23 452 Arbitrage : Alf Bond (en) |

| 26 mai 1957 | Union soviétique | 1 - 1 | Roumanie          | Stade central Lénine, Moscou ( Union soviétique) |                                               |
|             | Streltsov 78e    |       | Alexandru Ene 51e | Spectateurs : 100 000 Arbitrage : Sten Ahlner    | Spectateurs : 100 000 Arbitrage : Sten Ahlner |
|             | détails          |       |                   | Spectateurs : 100 000 Arbitrage : Sten Ahlner    | Spectateurs : 100 000 Arbitrage : Sten Ahlner |

##### Coupe du monde de football en1958
Il dispute deux matchs lors des éliminatoires de la Coupe du Monde 1958 :
| 16 juin 1957 | Grèce       | 1 - 2 | Roumanie           | Stade Apóstolos Nikolaïdis, Athènes ( Grèce)    |                                                 |
|              | Panakis 29e |       | Ene 15e · Ozon 78e | Spectateurs : 18 000 Arbitrage : Edouard Harzic | Spectateurs : 18 000 Arbitrage : Edouard Harzic |
|              | détails     |       |                    | Spectateurs : 18 000 Arbitrage : Edouard Harzic | Spectateurs : 18 000 Arbitrage : Edouard Harzic |

| 17 novembre 1957 | Yougoslavie         | 2 - 0 | Roumanie | JNA Stadion, Belgrade ( Yougoslavie)           |                                                |
|                  | Milutinovic 52e 78e |       |          | Spectateurs : 55 000 Arbitrage : Fritz Seipelt | Spectateurs : 55 000 Arbitrage : Fritz Seipelt |
|                  | détails             |       |          | Spectateurs : 55 000 Arbitrage : Fritz Seipelt | Spectateurs : 55 000 Arbitrage : Fritz Seipelt |

##### Matchs amicaux en1958
Il dispute deux matchs amicaux en 1958 :
| 14 septembre 1958 | Allemagne de l'Est                           | 3 - 2 | Roumanie                 | Zentralstadion Leipzig, Leipzig ( Allemagne de l'Est) |                                                  |
|                   | Schröter 25e · Assmy 58e · Günther Wirth 75e |       | Constantin 27e · Ene 61e | Spectateurs : 60 000 Arbitrage : Nikolay Balakin      | Spectateurs : 60 000 Arbitrage : Nikolay Balakin |
|                   | détails                                      |       |                          | Spectateurs : 60 000 Arbitrage : Nikolay Balakin      | Spectateurs : 60 000 Arbitrage : Nikolay Balakin |

| 26 octobre 1958 | Roumanie                  | 1 - 2 | Hongrie               | Stade du 23 août, Bucarest ( Roumanie)      |                                             |
|                 | Dinulescu 30e · Yanev 85e |       | Vasas 76e · Tichy 77e | Spectateurs : 90 000 Arbitrage : Elmar Saar | Spectateurs : 90 000 Arbitrage : Elmar Saar |
|                 | détails                   |       |                       | Spectateurs : 90 000 Arbitrage : Elmar Saar | Spectateurs : 90 000 Arbitrage : Elmar Saar |

##### Championnat d'Europe de football en 1960
Il dispute deux matchs lors des éliminatoires du Championnat d'Europe 1960 en tant que capitaine:
| 2 novembre 1958 | Roumanie                                             | 3 - 0 | Turquie | Stade du 23 Août, Bucarest ( Roumanie)            |                                                   |
|                 | Oaidă (it) 62e · Constantin 77e · Dinulescu (en) 81e |       |         | Spectateurs : 70 000 Arbitrage : Gottfried Dienst | Spectateurs : 70 000 Arbitrage : Gottfried Dienst |
|                 | détails                                              |       |         | Spectateurs : 70 000 Arbitrage : Gottfried Dienst | Spectateurs : 70 000 Arbitrage : Gottfried Dienst |

| 26 avril 1959 | Turquie                         | 2 - 0 | Roumanie | Mithatpaşa Stadyumu, Istanbul ( Turquie)           |                                                    |
|               | Küçükandonyadis 13e (pen.), 54e |       |          | Spectateurs : 23 567 Arbitrage : Borge Nedelkovski | Spectateurs : 23 567 Arbitrage : Borge Nedelkovski |
|               | détails                         |       |          | Spectateurs : 23 567 Arbitrage : Borge Nedelkovski | Spectateurs : 23 567 Arbitrage : Borge Nedelkovski |

Il met fin à sa carrière le 1er août 1961.

#### Carrière d'entraîneur
De 1963 à 1985, Costică entraîne plusieurs équipes :
- 1963–1964 : TUG București
- 1964-1965 : Marina Mangalia
- 1965–1966 : Unirea Râmnicu Vâlcea
- 1971–1972 : UMT Timișoara
- 1972–1976 : Farul Constanța
- 1977 : FIL Orăștie
- 1979-1985 : Luceafărul București

### Carrière militaire
En 1951, il est promu colonel dans l'armée roumaine. À ce titre, il possède une chambre au palais du Cercle militaire national à Bucarest.

### Cercle familial
Costică se marie en 16 avril 1953 avec Elena Dumitrascu (1932-2023). De cette union naissent une fille et un garçon. Ils s'installent dans une maison située au 32 de la Stada Londra. Le 26 juillet 1976, le couple se sépare,. Costică se remarie ensuite avec Alexandra Iliescu, et de cette union naît une fille.
Le 13 mai 2008, Costică meurt d'un AVC à l'hôpital Militaire de Bucarest. Il est enterré au cimetière militaire et civil de Ghencea (ro).

## Palmarès
Avec le CCA, il devient cinq fois champion de Roumanie, en 1951, 1952, 1953, 1956, 1959-1960 et 1960-1961.
Il remporte également, avec le CCA, la Coupe de Roumanie en 1951, 1952, 1955 et 1961-1962.